# Tumbas de los Reyes (Jerusalén)

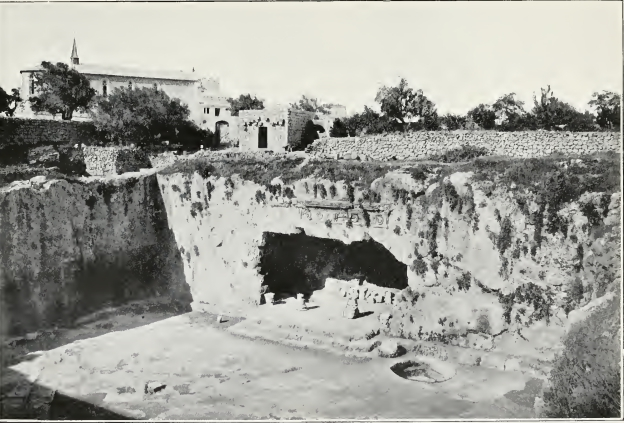
Las Tumbas de los Reyes en 1903

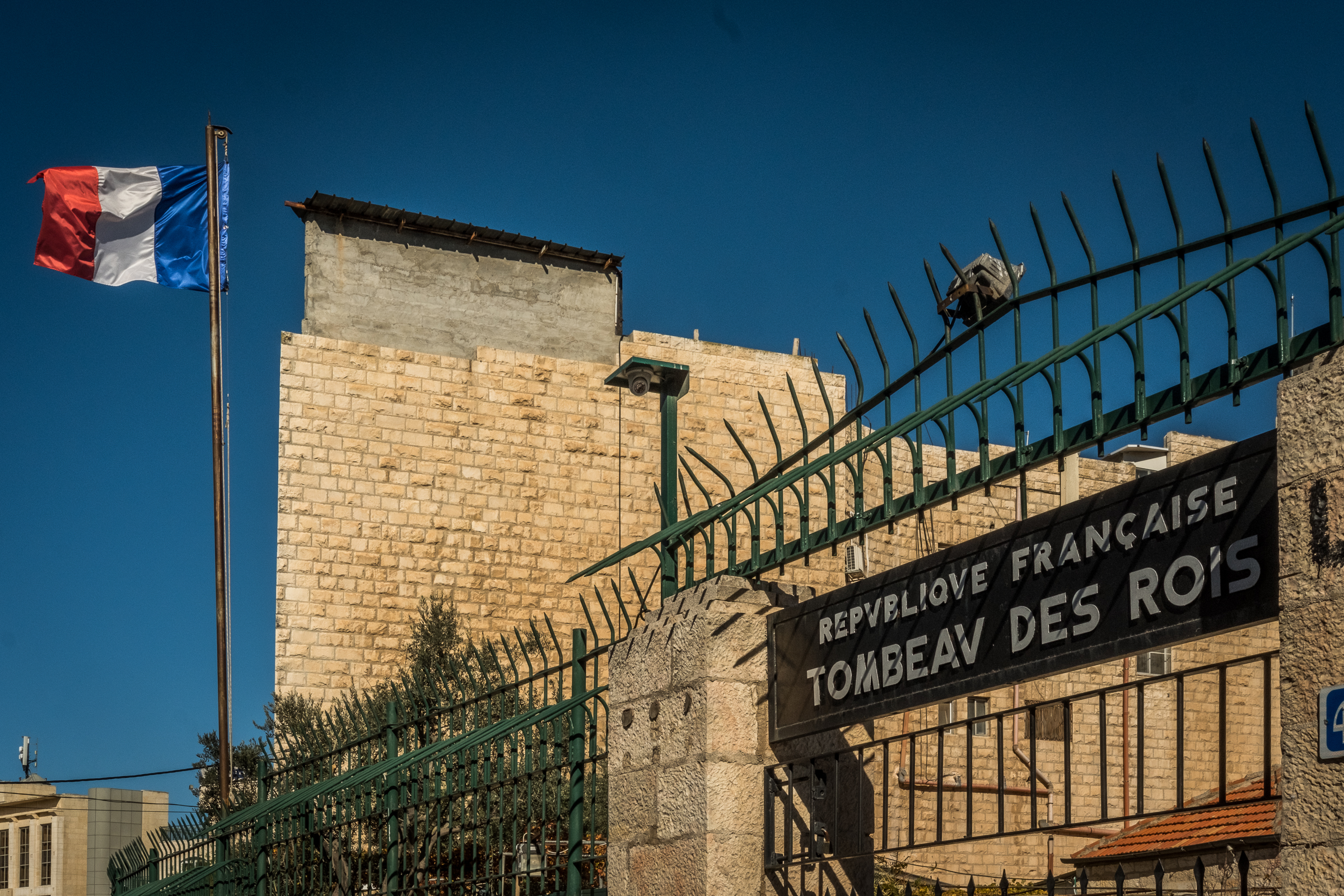
El sitio es un dominio francés desde finales del

Las Tumbas de los Reyes son un conjunto de tumbas excavadas en la roca, situado en Jerusalén Este, de facto en Israel. El área es administrada por Francia como propiedad privada a través del llamado Dominio nacional francés en Tierra Santa. Se ubican justo al este de la Línea Verde, junto al British Council, en el cruce entre la Carretera de Nablus y la Calle Saladino. La monumentalidad del complejo condujo antaño a la creencia errónea de que las tumbas constituían el lugar de entierro de los reyes de Judá, de ahí el nombre Tumbas de los Reyes; no obstante, en la actualidad se sabe que las tumbas datan del siglo I.
La entrada a las tumbas se realiza a través de un patio, de la misma época, excavado en la roca, al que se accede por un arco también excavado en la roca. Las tumbas se disponen en dos niveles alrededor de una cámara central, a la que se accede desde el patio a través de una antecámara. Este acceso podía ser cerrado mediante una piedra circular que se hacía rodar hasta clausurarlo, y que aún permanece en el lugar. Las tumbas se encuentran vacías en la actualidad, pero anteriormente alojaron varios sarcófagos, que fueron recuperados tras la misión arqueológica dirigida por Félicien de Saulcy, y posteriormente trasladados al Museo del Louvre por el gobierno francés, que heredó la propiedad del sitio tras la muerte del anterior propietario francés, quien la había adquirido en 1874.
Aunque ningún rey fue enterrado en este lugar, uno de los sarcófagos poseía una doble inscripción en hebreo y siríaco identificando los restos de su interior como pertenecientes a la "Reina Sara" (Tzara Malchata), lo cual es interpretado como una referencia a Helena, la reina filántropa de Adiabene, quien se convirtió al judaísmo en el año 30, cambiando consecuentemente su nombre a "Sara", y que la tradición señalaba que fue sepultada en las inmediaciones. La arquitectura decorativa del complejo de tumbas es de estilo seléucida, lo cual concordaría con esta identificación. Flavio Josefo describe la tumba de Helena coronada por tres pequeñas pirámides, pero (asumiendo que se trata de la tumba de Helena) éstas no han perdurado.